# Jean-Baptiste Lebas

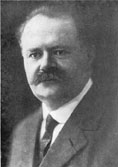
Jean Baptiste Lebas 1878-1944.

Jean-Baptiste Lebas (Roubaix, 24 oktober 1878 - concentratiekamp Sonnenburg bij Berlijn, 10 maart 1944) was een Frans politicus.

## Socialist
Geboren in een arbeidersgezin van linkse signatuur in de toenmalige textielstad Roubaix (Robaais) als zoon van Félicité Delattre en Jean-Hippolyte Lebas. Zijn vader had republikeinse sympathieën onder het toenmalige Tweede Franse Keizerrijk, om dan toe te treden tot de Parti Ouvrier Français (POF) van Jules Guesde. Zijn basis- en technische opleiding krijgt Jean-Baptiste in zijn geboortestad. Op jonge leeftijd wordt hij boekhouder bij het ontvangstkantoor van de stad Roubaix. Ondertussen groeit hij door in de socialistische beweging zowel regionaal als nationaal.
In 1908 wordt hij gemeenteraadslid en 1912 burgemeester van zijn geboortestad en tijdens de Eerste Wereldoorlog komt hij een eerste maal in conflict met de Duitse bezetter, en wordt gevangengezet tussen 1915 en 1917.
Tussen de beide oorlogen bouwt hij in zijn stad een sociaal beleid uit dat gericht is op ontvoogding, gezondheidszorg, huisvesting en onderwijs. In 1936 wordt hij minister van Arbeid en later minister van PTT in de kabinetten I en II van Léon Blum.

## Verzet
Tijdens de Tweede Wereldoorlog wordt hij als lid van het verzet gearresteerd (met ook onder meer zijn zoon en nicht) op 21 mei 1941 en vervolgens naar Duitsland gestuurd om er als dwangarbeider te werken tot zijn dood op 10 maart 1944.
Op 9 september 1951 heeft er te Roubaix een begrafenisplechtigheid plaats voor acht verzetsstrijders omgekomen tijdens de oorlog: oud-burgemeester Jean Baptiste Lebas en zijn zoon Raymond alsook van Gérard Wibaux, Eugène Dekonninck, Simon Godeloose, Léon Leblanc, Maurice Segard en Julien Vervynck.
Een straatnaam, een stadsmonument op de boulevard Gambetta, een medaillon op de eretrap in het stadhuis doen onder meer herinneren aan de persoon die een belangrijke rol heeft gespeeld in Roubaix.
- Bibliothèque nationale de France: cb12434583m (data)
- Gemeinsame Normdatei: 11929267X
- International Standard Name Identifier: 0000 0000 8168 0458
- Library of Congress Control Number: n80067792
- Base Léonore: 19800035/807/91641
- Système universitaire de documentation: 03348421X
- Virtual International Authority File: 95329973
- WorldCat: E39PBJvtbBgHJP3yFwkx7cyjmd